# Baccio Maria Bacci

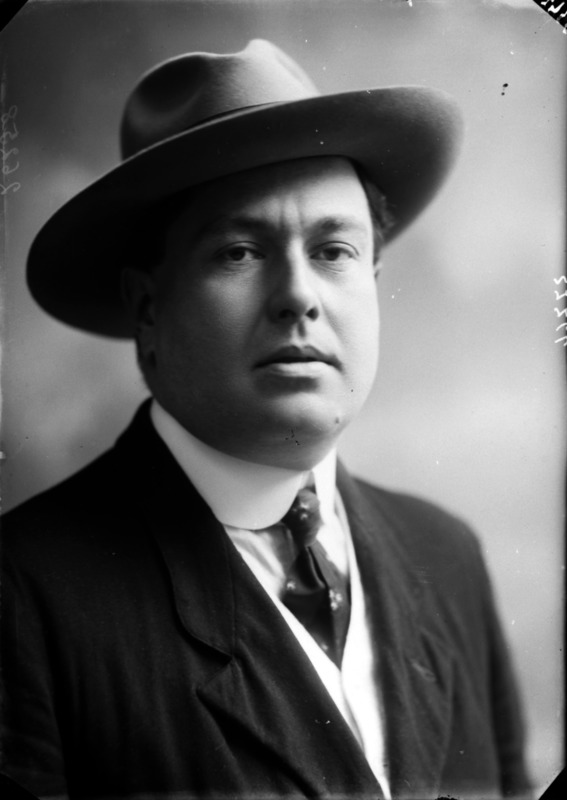
Baccio Maria Bacci

Baccio Maria Bacci (* 8. Januar 1888 in Florenz; † 8. Oktober 1974 in Fiesole) war ein italienischer Maler, der der toskanischen Novocento-Bewegung zugeordnet werden kann. Sein Malstil war divers und veränderte sich über die Jahrzehnte seines Schaffens immer wieder. Neben seiner Tätigkeit als Maler veröffentlichte er zudem zahlreiche Bücher über zeitgenössische Kunst-Bewegungen.

## Biografie

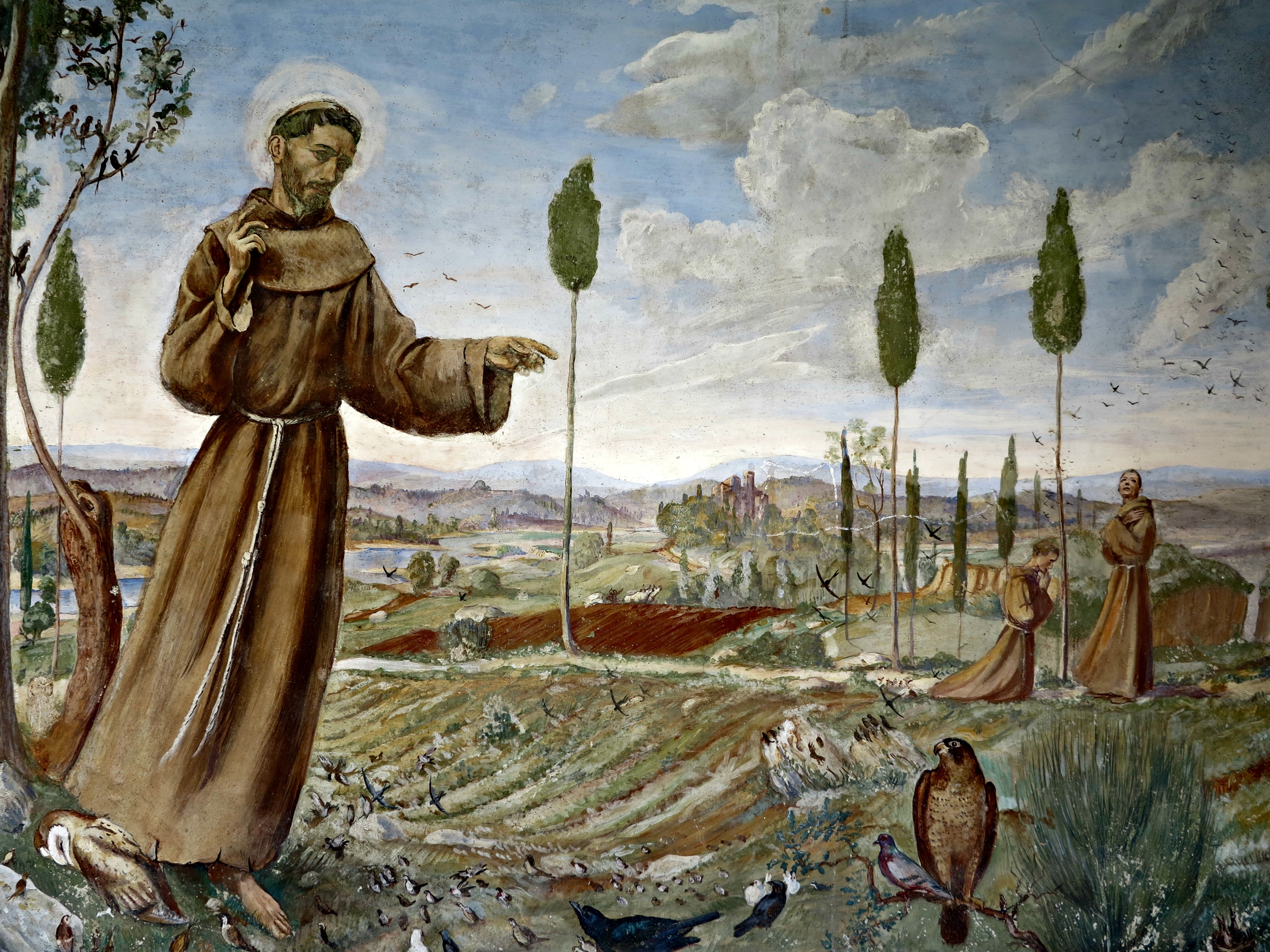
Der heilige Franziskus predigt den Vögeln, 1906

Bacci wurde 1888 in Florenz geboren. Als Sohn von Adolfo Bacci (selbst Maler) besuchte er die Kurse von Adolfo De Carolis und Giovanni Fattori an der Akademie der Künste Florenz. Er unterbrach seine Studium jedoch, um persönlicher Recherche um Cézanne nachzugehen. Nach einer zweijährigen Reise nach Paris kam er mit 22 Jahren zurück nach Florenz und stellte mit Giovanni Costetti aus, wobei er von Emilio Cecchi, Thomas Neal und Matteo Marangoni gefördert wurde. Während 1913 und 1918 malte er in einem von avantgardistischen Futuristen entlehnten Stil. Er zog in den Krieg und kehrte 1919 in das Nahe Florenz liegende Fiesole zurück. In späteren Jahren erstellte er für verschiedene Kirchen Fresken und kreierte Mosaik-Designs – eine Hinwendung zu sakraler Kunst.
Während des Zweiten Weltkriegs wurde er zum Präsidenten der Kommission zum Schutz der Kunstwerke der Stadt Florenz ernannt. 1948 zog er nach Mailand und stellte in einer Einzelausstellung in der Galerie Gian Ferrari aus. Von 1953 bis 1955 arbeitete er am Mosaik für die Apsis der Kathedrale von Salerno und an den Fresken für die Kirche Sant’Andrea in Rovezanno. Von 1955 an lebte er in Rom und arbeitete für die Zeitschriften „Fede e Arte“ und „Letteratura“. Zwei Jahre nach seiner erneuten Rückkehr nach Florenz starb er im Jahr 1974.

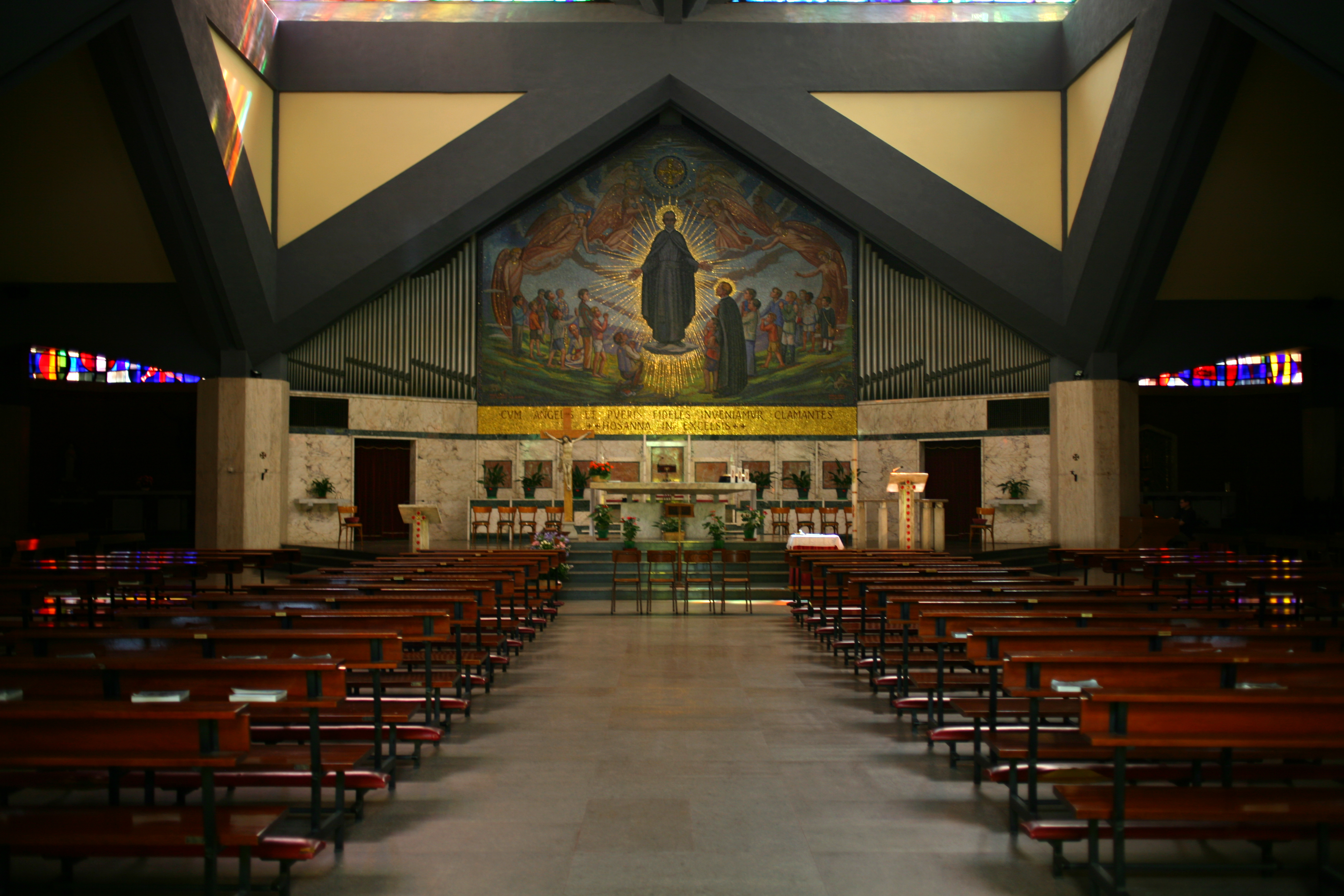
Mosaik des Heiligen Josef Calasanzio (Mailand)

Während seiner Schaffenszeit nahm er an der 1., 2., 5. und 8. Quadriennale di Roma sowie der Biennale von Venedig in den Jahren 1924, 1926, 1928, 1930, 1932, 1934, 1936, 1942 sowie 1948 teil. Ein vier Quadratmeter großes Selbstporträt von ihm mit drei Freunden, Pomeriggio a Fiesole ("Nachmittag in Fiesole"), befindet sich in der Selbstporträt-Sammlung der Uffizien. Das 1925 erstellte Werk Il riposo dei cavatori di Monte Ceceri ("Die Rast der Steinbrucharbeiter von Monte Ceceri") sowie das zwischen 1930 und 1940 erstellte Werk Solaria alle Giubbe Rosse befinden sich im Palazzo Pitti.